# Уренгой
Уренго́й (на руски: Уренгой) е селище от градски тип в Пуровски район, Ямало-Ненецки автономен окръг, Русия.
Населението му през 2016 година е 10 190 души.

## География

### Разположение
Уренгой е разположен в Ямало-Ненецки автономен окръг, на брега на река Пур.

### Климат
Уренгой се намира в зона на субарктичен климат. Средната годишна температура е -5,7 °C, средната влажност на въздуха е 80%, а средните годишни валежи възлизат на около 454 mm. Устойчива снежна покривка има 200 дни в годината. От 7 юни до 7 юли в Уренгой се наблюдава полярен ден, когато Слънцето не се скрива под хоризонта.